# Избирательная система Новой Зеландии
Избира́тельная систе́ма Но́вой Зела́ндии  — смешанная с 1996 года, до этого на протяжении большинства времени существования Новой Зеландии избирательная система была мажоритарной.
В Новой Зеландии однопалатный парламент, обычное количество его членов — 120, однако оно может увеличиваться, обычно из-за появления переуступочных мандатов. Срок работы парламента — три года. Партия или коалиция партий, получившая наибольшее количество мест в соответствии с результатами голосования, формирует правительство.
В современной Новой Зеландии голосовать могут почти все граждане и лица с постоянным видом на жительство старше 18 лет. Исключения составляют те, кто слишком долго живёт за границей страны, либо проходит принудительное лечение, а с 2010 года — также заключённые.
Новая Зеландия в 1893 году первой в мире дала женщинам право голоса. Теоретически, с того же года в стране действует всеобщее избирательное право для лиц старше 21 лет, однако по факту оно не распространялось на маори. Позже и до сих пор в парламенте страны часть кресел стала зарезервирована для маори.

## Срок работы парламента
В ранние годы колониального правления выборы в парламент проводили каждые пять лет, как указано в конституции 1852 года. В 1879 году из-за обеспокоенности ростом власти у центрального правительства срок был сокращён до трёх лет.
С тех пор срок менялся четыре раза. Во время Первой мировой войны он был увеличен до пяти лет; в начале 1930-х годов — уменьшен до четырёх, а в 1935 году вернулся к трём годам. Во время Второй мировой войны сперва увеличен до четырёх лет, а затем вернулся к трём. В 1956 году трёхлетний срок был закреплён, то есть, его можно изменить только в результате всенародного референдума (получив большинство) или если за изменение проголосует 75 % всех членов парламента.
В 2013 году правительство создало консультативную группу по конституционным вопросам, включая срок работы парламента. Среди прочего группа рассматривала вопросы об изменении количества кресел в парламенте, необходимость наличия печатной копии конституции и необходимость соответствия всех законопроектов Биллю о правах. И премьер-министр Джон Ки, и лидер оппозиции Дэвид Шиарер поддержали идею о продлении срока работы парламента до четырёх лет.
Последний референдум о возможном продлении срока действия парламента был в 1990 году, около 70 % респондентов выразили несогласие с продлением срока полномочий парламента. Опрос, проведённый газетой Stuff.co.nz на своём сайте в начале 2013 года, показал, что из 3882 респондентов 61 % согласны с продлением.

## Кресла, зарезервированные для маори
Уникальной особенностью новозеландской избирательной системы является наличие зарезервированных кресел, куда могут попасть только представители коренного народа маори. Однако в начале колониального правления маори могли голосовать только в том случае, если они лично владели землёй. В те годы маори обращались непосредственно к монарху и не интересовались «парламентом пакеха».
Во время Новозеландских земельных войн 1860-х годов парламент принял закон о представительстве маори (англ. Maori Representation Act), закрепивший четыре кресла (из 72) за маори. Если бы количество кресел отвечало демографическому разделению, у маори должно было быть 16 кресел. Все мужчины-маори старше 21 года получили право голосования и выдвижения в парламент.
Чистокровные маори должны были голосовать за кандидатов из контингента маори, а лица смешанного происхождения могли выбирать, за каких кандидатов они голосуют. Эта система просуществовала до 1975 года. Маори получили право выдвигаться на европейские кресла лишь в 1967 году.
В 1985 году была создана Королевская комиссия по избирательной системе (англ. Royal Commission on the Electoral System), которая заключила, что резервирование кресел не несёт маори выгод, более эффективно было бы пропорциональное голосование по партийным спискам. Комиссия рекомендовала избавиться от резервирования и перейти на смешанную пропорциональную избирательную систему, однако большинство маори пожелали сохранить резервирование, в результате чего резервирование не только не отменили, но ещё и связали с долей маори в стране. Из-за этого в 1996 году количество кресел для маори увеличили до пяти, а в 2002 — до семи.

## Развитие избирательной системы

### Тайное голосование
Среди европейцев тайное голосование было введено в 1870 году, маори же продолжали сообщать имя своего кандидата устно. Тайное голосование для маори было введено только в 1938 году. До 1951 года маори голосовали отдельно от европейцев, зачастую спустя несколько недель. Первое совместное голосование произошло только в 1951 году.
Помимо этого, до 1949 года для маори не составлялись списки избирателей под предлогом трудностей с языком, грамотностью и установлением личности маори.

### Женское избирательное право
В ранние годы новозеландские женщины были полностью исключены из политики. Суфражистское движение под предводительством Кейт Шеппард появилось в Новой Зеландии в конце XIX века; законодательный совет принял закон, разрешающий женщинам голосовать, в 1893 году. Таким образом, новозеландки получили право голосовать первыми в мире. Тем не менее, быть избранными они смогли только в 1919 году; первая женщина в парламенте была избрана в 1933 году. Две женщины занимали кресло премьер-министра (Дженни Шипли и Хелен Кларк), женщины остаются недопредставленными в парламенте; в результате выборов 2011 года у женщин было 39 кресел (почти треть), что делает Новую Зеландию 21-й в списке стран с наибольшим представительством женщин в парламенте.

### Право заключённых голосовать
В 2010 году правительство провело законопроект о запрете осуждённым голосовать (англ. Electoral (Disqualification of Convicted Prisoners) Amendment Bill). Генерал-губернатор посчитал, что этот закон нарушает Билль о правах, который прямо указывает, что голосовать может «каждый гражданин Новой Зеландии старше 18 лет». Комиссия по правам человека также указала не несоответствие закона Биллю о правах и многочисленным международным договорам. До 2010 года от голосования отстранялись только лица со сроком заключения больше трёх лет.
Член общества юристов из Комиссии по правам человека Фрэнсис Джойчайлд сообщила, что суды в Великобритании, Канаде, Австралии, Южной Африке и других странах мира наложили полный запрет на ограничение заключённым права на голосование в последние 10 лет.

## День голосования
До 1938 года выборы проводили в рабочие дни. В 1938 и 1943 годах дата проведения была изменена на субботу. В 1946 и 1949 годах день выборов приходился на среду. В 1950 году появился закон, требующий проведения выборов в субботу, а начиная с 1957 года выборы стали проводить в последнюю субботу ноября. Роберт Малдун нарушил эту традицию, проведя выборы 1984 года в июле. С 1999 года традиция возобновилась, с единственным исключением в 2002 году. Последние выборы были проведены в субботу 26 ноября 2011 года. Выборы 2014 года также нарушают традицию: они должны были бы быть проведены 29 ноября, а пройдут 20 сентября 2014 года.

## Смешанная пропорциональная система

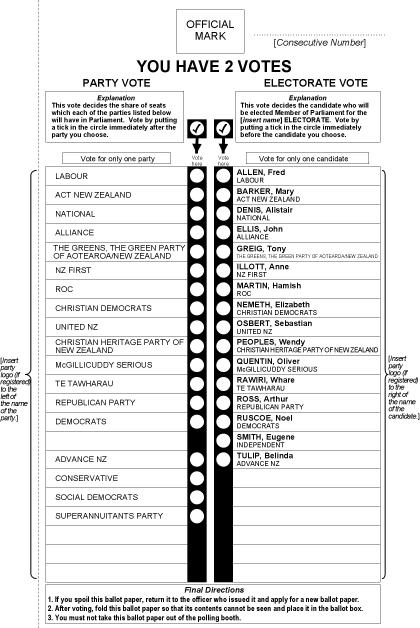
Бюллетень для голосования по смешанной системе

До 1994 года в Новой Зеландии использовалась мажоритарная избирательная система, в которой правительство формировала партия, набравшая большинство при голосования. В результате этого последние 60 лет на политической арене страны доминировали две партии, лейбористская и национальная. Меньшим партиям было трудно получить места, в результате чего была принята смешанная пропорциональная система. При ней места в парламенте распределяются не только по партийным спискам, но и среди депутатов по одномандатным избирательным округам. В результате первого же голосования по смешанной системе национальная и лейбористская партии перестали полностью контролировать правительство; с тех пор ни одна партия не смогла сформировать правительство в одиночку.
У каждого избирателя два голоса. Первый отдаётся за кандидата по местному избирательному округу. Набравший большинство в своём округе кандидат получает гарантированное место в парламенте, несмотря на результаты голосования по партиям. Второй голос отдаётся за партии и определяет процент кресел, отходящих той или иной партии.
Если партия набирает более 5 % голосов, то она имеет право на кресла в парламенте, даже если ни один её кандидат не выиграл в одномандатном округе; к примеру, в 2008 году ни один кандидат от партии зелёных не получил большинства, но сама партия вошла в парламент благодаря тому, что за неё проголосовало 6,7 % респондентов. С другой стороны, партия ACT, набравшая 3,6 % голосов, получила пять кресел благодаря тому, что их кандидат выиграл в округе Эпсом.
Места в парламенте получают сперва избранные по округам, а затем члены партий из списков. Используется Метод Сент-Лагю. Если у партии недостаточно членов для занятия всех полученных кресел, эти места остаются пустыми. При обратной ситуации партия получает дополнительные кресла, так количество членов парламента может перевалить за 120.

### Стратегическое голосование
Две крупнейшие партии, Национальная и Лейбористы, обычно получают большинство по одномандатным округам; благодаря этому они могут поддерживать кандидатов небольших партий с целью образования коалиции, не боясь потерять большинство. Это называется тактическим голосованием. Обсуждение в кафе стратегического голосования премьер-министром Джоном Ки и кандидатом от ACT Джоном Бэнксом привело к «чайному скандалу».

### Референдум 2011 года
Референдум об изменении избирательной системы, проведённый в 2011 году, ставил вопрос о переходе на мажоритарную, преференциальную, систему единого голоса или параллельную системы. 57,8 % голосов было подано за сохранение статус-кво. После голосования Электоральной комиссией было проведено независимое исследование нынешней системы.
В феврале 2012 года результаты работы комиссии были опубликованы; среди рекомендаций были получены следующие:
- уменьшение процентного барьера для партий до 4 %;
- отмена минимального порога в 1 кресло (партия должна будет получить более 4 % голосов для того, чтобы выдвигать кандидатов по партийным спискам);
- отмена избыточных кресел для партий, не проходящих порог (вместо этого предложено отнимать у партий места, полученные по спискам);
- сохранение правил по довыборам и голосованию;
- ужесточение правил выбора кандидатов в партийные списки (чтобы удостовериться в том, что партия следует внутренним правилам);
- парламенту рекомендовано рассмотреть закрепление соотношения между местами одномандатников и местами по спискам как 60:40 (в 120-кресельном парламенте — 72:48).

Парламент ответственен за все изменения в избирательной системе; с 1994 года она остаётся практически неизменной.
В мае 2014 года Джудит Коллинз и Джон Ки сообщили о том, что их партии не достигли соглашения по внесению предложенных комиссией изменений.

## Границы избирательных округов
Количество кандидатов, избираемых по одномандатным округам, определяется в три шага. За менее населённым Южным островом закреплено 16 мест. Количество мест для маори и жителей северного острова вычисляется пропорционально. Количество мест для маори определяется исходя из пропорции новозеландцев, имеющих предков-маори, желающих голосовать по спискам маори.
Количество избирательных округов регулярно пересчитывается, а их границы меняю, чтобы соответствовать результатам переписей населения. После переписи 2001 года таким образом присутствовало 7 округов маори и 62 общих округа (всего 69). После переписи 2006 года  на Северном острове был создан ещё один округ.

## Индекс Галахера
Индекс Галахера показывает, насколько распределение кресел соответствует голосованию населения. Чем получившееся значение ниже, тем лучше.
| Выборы                    | Индекс  | Количество партий в парламенте |
| ------------------------- | ------- | ------------------------------ |
| Среднее за 1946—1993 годы | 11.10 % | 2,4                            |
| 1996                      | 4,36 %  | 6                              |
| 1999                      | 3,01 %  | 7                              |
| 2002                      | 2,53 %  | 7                              |
| 2005                      | 1,11 %  | 8                              |
| 2008                      | 5,21 %  | 7                              |
| 2011                      | 2,53 %  | 8                              |

## Политические партии
На сентябрь 2014 года в Новой Зеландии было зарегистрировано 19 партий
| Название                                           | Сокращение                  | Дата регистрации | В парламенте? |
| -------------------------------------------------- | --------------------------- | ---------------- | ------------- |
| The New Zealand National Party                     | National Party              | 2.12.1994        | Да            |
| New Zealand First Party                            | NZ First                    | 20.12.1994       | Да            |
| ACT New Zealand                                    | The ACT Party               | 17.02.1995       | Да            |
| New Zealand Labour Party                           | Labour Party                | 17.02.1995       | Да            |
| The Alliance                                       | Alliance                    | 17.03.1995       | Нет           |
| The New Zealand Democratic Party for Social Credit | Democrats for Social Credit | 10.08.1995       | Нет           |
| The Green Party of Aotearoa/New Zealand            | Green Party                 | 17.08.1995       | Да            |
| Aotearoa Legalise Cannabis Party                   | The ALCP                    | 30.05.1996       | Нет           |
| Māori Party                                        | —                           | 9.07.2004        | Да            |
| Mana                                               | —                           | 24.06.2011       | Да            |
| Conservative Party of New Zealand                  | Conservative Party          | 6.10.2011        | Нет           |
| United Future New Zealand                          | United Future               | 13.08.2013       | Да            |
| Focus New Zealand                                  | Focus NZ                    | 29.01.2014       | Нет           |
| Internet Party                                     | —                           | 13.05.2014       | Нет           |
| 1Law4All                                           | —                           | 24.07.2014       | Нет           |
| NZ Independent Coalition                           | —                           | 24.07.2014       | Нет           |
| Ban1080                                            | —                           | 8.08.2014        | Нет           |
| The Civilian Party                                 | —                           | 11.08.2014       | Нет           |